# Lisa Adams
Lisa Adams, född 18 november 1990 i Rotorua, är en nyzeeländsk handikappidrottare som tävlar i kulstötning F37.
Hon blev paralympisk guldmedaljör vid de paralympiska sommarspelen 2020 i Tokyo. År 2019 satte Adams världsrekord när hon vann guldmedalj vid världsmästerskapet i parafriidrott i Dubai.
Adams lider av cerebral pares. Innan hon började utöva kulstötning, spelade hon rugby.
Hon är syster till den olympiska guldmedaljören Valerie Adams och halvsyster till basketspelaren Steven Adams.